# Pelle Sollerman
Petrus (Pelle) Sigmund Sollerman, född 6 maj 1914 i Klinte, död 10 november 2006 i Uppsala, var en svensk författare och chefredaktör på Gotlands Folkblad. Pelle Sollermans historiska romaner är fyllda med mustiga skrönor, men även späckade med historiska fakta. Genombrottet skedde i början på 40-talet med trilogin om den gotländske köpmannen Jacob Dubbe. Under en period på nästan trettio år ägnade sig han åt journalistik och politik. I början av 80-talet utkommer fyra böcker om hans barndoms Klintehamn. I de två böckerna Svarten och Svartull beskriver han sin släkt på Sollerön. Som kåsör kallade han sig Petrus Klipparen. Undret och dockan skildrar hans egen uppväxt i ett frikyrkligt hem. Pelle Sollerman var farfars bror till Jesper Sollerman. Pelle Sollerman är begravd på Uppsala gamla kyrkogård.

## Utmärkelse
- 1971 – Gotlands kommuns kulturpris
- 1985 – Landsbygdens författarstipendium